# Georges Bensoussan (réalisateur)
Cet article concerne le réalisateur. Pour l’historien français, voir Georges Bensoussan. Pour d'autres homonymes, voir Bensoussan.
Georges Bensoussan, né en 1947, est réalisateur et auteur dramatique. 

## Biographie
Il sort de l'IDHEC en 1970. Il commence sa carrière en 1976 comme premier assistant-réalisateur de longs métrages pour Certaines nouvelles de Jacques Davila puis l'année suivante pour Paradiso de Christian Bricout.
Il réalise environ 40 documentaires sur le cinéma et le théâtre pour la télévision tels que : Rainer Werner Fassbinder, Pier Paolo Pasolini, Emir Kusturica, Sacha Guitry, Harold Pinter, Jérôme Savary et les Molière de la Comédie-Française. 
Il a réalisé aussi des courts-métrages pour le cinéma, tels que : Lüger, L'Hiver approche (nommé aux Césars[réf. nécessaire]), Bel ragazzo (nommé aux Césars[réf. nécessaire]).  
Il est aussi scénariste et a écrit Les Contes de la lune noire (1988 - Avance sur recettes), Corps et âme (1999 - coauteur avec Stéphane Gisbert), Fin de siècle (2000) et Nom de code : Roméo (2004).
Aauteur-dramatique, on lui doit : Mes dernières paroles édité par L'Avant-Scène et lue au Festival d'Avignon, Est-Ouest (Bourse Beaumarchais, lue au Festival d'Avignon 1994 par Jacques Gamblin), Ainsi va le monde publiée aux éditions de l'Œil du Prince, lue à Paris au Théâtre Mouffetard.

## Réalisations
- 23 décembre 1997 sur France 3 : Les Précieuses ridicules, mise en scène Jean-Luc Boutté, Comédie-Française
- 5 juillet 1998 sur France 3 : Le Tartuffe , Comédie-Française avec Philippe Torreton
- 1998 : Les Femmes savantes, mise en scène Simon Eine, Comédie-Française
- 18 août 2000 sur France 3 : L'Impromptu de Versailles, mise en scène Jean-Luc Boutté, Comédie-Française

## Prix et nominations
- Sélection à La Quinzaine des réalisateurs à Cannes 1972 pour Lüger (court-métrage)
- Césars 1977 : nomination au César du meilleur court-métrage de fiction pour L'hiver approche
- Césars 1987 : nomination au César du meilleur court-métrage de fiction pour Bel ragazzo